# Pál Joensen
Pál Joensen (Vágur (Suðuroy), 10 december 1990) is een zwemmer uit de Faeröer. Hij vertegenwoordigde Denemarken op de Olympische Zomerspelen 2012 in Londen.

## Carrière
Bij zijn internationale debuut, op de wereldkampioenschappen zwemmen 2007 in Melbourne, strandde Joensen op alle vrije slag afstanden in de series. Op de Europese kampioenschappen kortebaanzwemmen 2007 in Debrecen eindigde de Faeröerder als twaalfde op de 1500 meter vrije slag, op de 200 en de 400 meter vrije slag werd hij uitgeschakeld in de series.
Tijdens de wereldkampioenschappen kortebaanzwemmen 2008 in Manchester eindigde Joensen als elfde op de 1500 meter vrije slag, op de 200 en de 400 meter vrije slag strandde hij in de series. In Rijeka nam de Faeröerder deel aan de Europese kampioenschappen kortebaanzwemmen 2008, op dit toernooi eindigde hij als vijfde op de 1500 meter vrije slag en werd hij uitgeschakeld in de series van de 200 en de 400 meter vrije slag.
Op de wereldkampioenschappen zwemmen 2009 in Rome strandde Joensen in de series van de 400, 800 en 1500 meter vrije slag. Tijdens de Europese kampioenschappen kortebaanzwemmen 2009 eindigde de Faeröerder als zevende op de 1500 meter vrije slag, hij kwalificeerde zich voor de finale op de 400 meter vrije slag maar meldde zich hier voor af en hij werd uitgeschakeld in de series van de 200 meter vrije slag.
In Boedapest nam Joensen deel aan de Europese kampioenschappen zwemmen 2010, op dit toernooi veroverde hij de zilveren medaille op de 1500 meter vrije slag en eindigde hij als vijfde op de 800 meter vrije slag. Op de wereldkampioenschappen kortebaanzwemmen 2010 in Dubai eindigde hij als dertiende op de 1500 meter vrije slag, op de 400 meter vrije slag strandde hij in de series.
Tijdens de wereldkampioenschappen zwemmen 2011 in Shanghai eindigde Joensen als vierde op de 1500 meter vrije slag en als vijfde op de 800 meter vrije slag. In Szczecin nam de Faeröerder deel aan de Europese kampioenschappen kortebaanzwemmen 2011. Op dit toernooi eindigde hij als vierde op de 400 meter vrije slag en als vijfde op de 1500 meter vrije slag, op de 200 meter vrije slag werd hij uitgeschakeld in de series.
Op de Olympische Zomerspelen van 2012 in Londen werd Joensen uitgeschakeld in de series van zowel de 400 als de 1500 meter vrije slag, op de 4x200 meter vrije slag strandde hij samen met Daniel Skaaning, Anders Lie en Mads Glæsner in de series. Tijdens de Europese kampioenschappen kortebaanzwemmen 2012 in Chartres eindigde de Faeröerder als negende op de 1500 meter vrije slag, op de 400 meter vrije slag werd hij uitgeschakeld in de series. In Istanboel nam Joensen deel aan de wereldkampioenschappen kortebaanzwemmen 2012. Op dit toernooi sleepte hij de zilveren medaille in de wacht op de 1500 meter vrije slag en als vijfde op de 400 meter vrije slag, na diskwalificatie van de Deen Mads Glæsner nadat hij aanvankelijk op beide afstanden een plaatsje lager was geëindigd.

## Internationale toernooien
| Jaar | Olympische Spelen                                               | WK langebaan | WK kortebaan                                                 | EK langebaan                          | EK kortebaan                                                 |
| ---- | --------------------------------------------------------------- | --- | ------------------------------------------------------------ | ------------------------------------- | ------------------------------------------------------------ |
| 2007 |                                                                 | 115e 50m vrije slag 112e 100m vrije slag 86e 200m vrije slag 51e 400m vrije slag 33e 800m vrije slag 36e 1500m vrije slag |                                                              |                                       | 40e 200m vrije slag 27e 400m vrije slag 12e 1500m vrije slag |
| 2008 | geen deelname                                                   | | 42e 200m vrije slag 18e 400m vrije slag 11e 1500m vrije slag | geen deelname                         | 28e 200m vrije slag 13e 400m vrije slag 5e 1500m vrije slag  |
| 2009 |                                                                 | 22e 400m vrije slag 18e 800m vrije slag 17e 1500m vrije slag                                                              |                                                              |                                       | 45e 200m vrije slag 11e 400m vrije slag 7e 1500m vrije slag  |
| 2010 |                                                                 | | 13e 400m vrije slag 13e 1500m vrije slag                     | 5e 800m vrije slag · 1500m vrije slag | geen deelname                                                |
| 2011 |                                                                 | 5e 800m vrije slag 4e 1500m vrije slag                                                                                    |                                                              |                                       | 32e 200m vrije slag 4e 400m vrije slag 5e 1500m vrije slag   |
| 2012 | 10e 400 m vrije slag 17e 1500m vrije slag 13e 4x200m vrije slag | | 5e 400m vrije slag · 1500m vrije slag                        | geen deelname                         | 21e 400m vrije slag 9e 1500m vrije slag                      |

## Persoonlijke records
Bijgewerkt tot en met 31 juli 2011
Kortebaan
| Afstand          | Tijd     | Datum            | Plaats    |
| ---------------- | -------- | ---------------- | --------- |
| 400m vrije slag  | 3.40,12  | 10 december 2009 | Istanboel |
| 800m vrije slag  | 7.43,38  | 12 december 2009 | Istanboel |
| 1500m vrije slag | 14.32,15 | 12 december 2009 | Istanboel |

Langebaan
| Afstand          | Tijd     | Datum        | Plaats   |
| ---------------- | -------- | ------------ | -------- |
| 400m vrije slag  | 3.48,57  | 7 april 2009 | Esbjerg  |
| 800m vrije slag  | 7.45,55  | 26 juli 2011 | Shanghai |
| 1500m vrije slag | 14.46,33 | 31 juli 2011 | Shanghai |